# Хельмер, Томас
То́мас Хе́льмер (нем. Thomas Helmer; 21 апреля 1965, Херфорд, Северный Рейн-Вестфалия, ФРГ) — немецкий футболист, играл на позиции защитника.

## Карьера
В конце сезона 1984/85 Томас дебютировал в Бундеслиге, так как клуб, к котором он играл, «Арминия», находился в зоне вылета и всеми силами пытался выбраться оттуда. 23 марта 1985 года в матче с гельзенкирхенским «Шальке» Томас был выпущен на поле как одна из последних надежд. Но и он не смог помочь, билефельдцы вчистую проиграли матч со счётом 0:3. Сезон также не был спасён; по его итогам «Арминия» вылетела во Вторую Бундеслигу, где Томас Хельмер показал себя во всей красе и сезон 1986/87 начинал уже в дортмундской «Боруссии». Там он сразу стал игроком основы и провёл шесть неплохих сезонов, сыграв в общей сложности 190 матчей и забив 16 мячей.
Летом 1992 года Томас перешёл в мюнхенскую «Баварию» за 7,5 миллионов марок, так как дортмундцы не хотели усиливать конкурента и пытались продать футболиста французскому «Лиону». У мюнхенцев в то время остро стоял вопрос о защитниках — завершил карьеру Ханси Пфлюглер, перешёл в «Гамбург» Маркус Баббель. Практически не имея конкуренции, Хельмер сразу же стал на долгое время игроком основы. Дебют в «Баварии» состоялся 15 августа 1992 года в матче первого тура против Байер Юрдингена, завершившемся победой мюнхенцев со счётом 3:0. Томас провёл на поле весь матч и даже успел отличиться на 85-й минуте встречи. В 1997 году Томас стал капитаном команды, сменив легендарного Лотара Маттеуса и был им до 1999 года, пока не покинул клуб.
Томас решил сменить прописку: он подписал контракт с английским «Сандерлендом», хотя ему предлагал контракт «Ливерпуль». Но тренер «Сандерленда» Питер Рейд не видел его в основе и в самом начале сезона Томас по арендному соглашению перебрался в «Герту» и провёл там пять матчей. В январе 2000 года вернулся в Англию, но заиграть там не сумел и завершил свою футбольную карьеру.

## Карьера в сборной
Всего за сборную Германии Томас играл в течение 8 лет, провёл за это время 68 игр и забил 5 мячей. Дебют состоялся 10 октября 1990 года в товарищеском матче с национальной командой Швеции, закончившемся победой бундестим со счётом 3:1. Хельмер вышел в основном составе и провёл на поле весь матч. В 1996 году стал чемпионом Европы.

## Работа на телевидении
Завершив карьеру футболиста Хельмер начал работать спортивным журналистом на телевидении. Он был спортивным аналитиком телеканала Sat.1 на Чемпионате Европы 2004 в Португалии. А на Чемпионате мира 2006 работал для канала Sport1, на протяжении всего турнира находясь в лагере сборной Германии.
В настоящее время Томас Хельмер работает спортивным обозревателем и ведущим на канале Sport1. Обычно он комментирует игры Молодёжной сборной Германии по футболу, а также ведет три аналитические передачи о футболе.
Томас Хельмер на протяжении нескольких лет озвучивает серию игр «This Is Football» для PlayStation 2.

## Частная жизнь
В настоящее время Томас женат на актрисе марокканского происхождения Ясмине Филали, у них двое детей. Кроме этого у него есть два сына от первого брака.

## Достижения
Сборная Германии
- Чемпион Европы 1996 года
- Серебряный призёр чемпионата Европы 1992 года

«Бавария»
- Победитель Бундеслиги: 1993/94, 1996/97, 1998/99
- Серебряный призёр Бундеслиги: 1992/93, 1995/96, 1997/98
- Победитель Кубка Германии: 1997/98
- Финалист Кубка Германии: 1998/99
- Обладатель Кубка немецкой лиги: 1997, 1998, 1999
- Обладатель кубка УЕФА: 1995/96
- Финалист Лиги Чемпионов: 1998/99

«Боруссия (Дортмунд)»
- Серебряный призёр Бундеслиги: 1991/92
- Победитель кубка Германии: 1988/89